# Полынь Тилезиуса
Полынь Тилезиуса (лат. Artemisia tilesii) — вид травянистых растений рода Полынь (Artemisia) семейства Астровые (Asteraceae).

## Ботаническое описание
Многолетнее растение. Стебли одиночные или в числе немногих, восходящие или прямостоячие, простые, 12—40 см высотой. Нижние листья черешковые, а верхние сидячие, без ушек, сверху голые, зелёные или слегка пушистые, тонковойлочные, 3—7 см длиной и 2,5—5 см шириной, перисто рассечены на ланцетные или линейно-ланцетные доли. Соцветие довольно плотное, узкое, 3—12 см длиной и 1—2,5 см шириной. Корзинки яйцевидно-шаровидные или шаровидные, 4—7 мм в диаметре, расположены на цветоножках разной длины. Листочки обёртки продолговато-яйцевидные, тонкопушистые, с коричневато-фиолетовой каймой. Венчик цветков диска красновато-коричневый, голый. 

## Распространение
Растёт в полярно-арктической зоне по береговым, преимущественно песчаным склонам, реже с сухой тундре.

## Значение и применение
Поедается северным оленем (Rangifer tarandus).